# Małgorzata Kubisiak
Małgorzata Zofia Kubisiak – polska literaturoznawczyni, dr hab. nauk humanistycznych, adiunkt i dyrektor Instytutu Filologii Germańskiej Wydziału Filologicznego Uniwersytetu Łódzkiego.

## Życiorys
W 1987 ukończyła studia z zakresu filologii germańskiej na Uniwersytecie Łódzkim, 25 kwietnia 1997 obroniła pracę doktorską Maerchen und Meta-Märchen Zür Poetik der 'Volksmärchen der Deutschen' von J.K.A. Musäeus, 4 kwietnia 2014 habilitowała się na podstawie pracy zatytułowanej Idylle Johanna Heinrich Vossa. Idylla jako poetologiczny model liryki politycznej.
Objęła funkcję adiunkta, oraz dyrektora w Instytucie Filologii Germańskiej na Wydziale Filologicznego Uniwersytetu Łódzkiego.